# Haçane ibne Maclade Aljarrá
Haçane ibne Maclade Aljarrá (al-Hasan ibn Makhlad ibn al-Jarrah - lit. "Haçane, filho de Maclade, filho de Aljarrá") foi um oficial sênior do Califado Abássida. Nascido um cristão nestoriano, converteu-se ao islamismo no fim da vida, e serviu como secretário sob o califa Mutavaquil (r. 847–861).
Sob o califa Almutâmide (r. 870–892), ocupou duas vezes o mais alto ofício civil administrativo, o de vizir, primeiro em 877 e depois em 878-879. Foi demitido pelo poderoso regente, o irmão do califa Almuafaque (r. 870–891), e exilado ao Egito e então Antioquia, onde provavelmente morreu em 882. Seu filho Solimão serviria como três vezes como vizir califal.